# جوكر (جاك نابير)
جاك نابير، المعروف أيضًا بالجوكر، وهو شخصية خيالية في فيلم البطل الخارق باتمان عام 1989، للمخرج تيم بيرتون. صور بوساطة جاك نيكلسون، وكانت الشخصية مبنية على الشرير الفائق المبدع الجوكر. اسمه عبارة عن تلاعب بالألفاظ من كلمة جاكانيدز، وهو أيضًا إشارة إلى اسمَي جاك نيكلسون، وآلان نابير، الذي صورهما ألفريد بينيورث في مسلسل باتمان التلفزيوني في الستينيات. يُلاحظ هذا التصوير لكونه أحد التعديلات الأولى للشخصية، ليكون لها اسم أول واسم عائلة مميز، إضافةً إلى واحدة من الحالات التي تظهر أصوله. هذا التكرار هو سيكوباتي للجوكر، رجل العصابات واليد اليمنى لرئيس الجريمة كارل جريسوم في مدينة جوثام، وقد حاول الأخير قتل نابير. منذ تصوير نيكلسون في الفيلم، استخدم اسم جاك نابير في العديد من التعديلات على الشخصية. هذا التفسير للشخصية أيضًا مسؤول عن وفاة توماس ومارثا واين، والدا شخصية باتمان البديلة بروس واين.

## السيرة الذاتية للشخصية

### بداية الحياة
كان جاك نابير غير مستقر نفسيًا حتى في طفولته، ولكنه كان ذكيًا، وأظهر معرفة بالكيمياء، والفن، والعلوم. كان أيضًا يدخل ويخرج منالأ مراكز احتجاز الابحاث لجرائم، مثل الحرق العمد، والاعتداء، والسرقة الكبرى للسيارات. اتهم بسلاح مميت في سن15.
عندما كان شابًا، قام نابير وشريكه جو تشيل بقتل توماس ومارثا واين في الزقاق خلف مسرح مونارك، تاركين ابنهما بروس بوصفه الناجي الوحيد، الذي استعد نابير لقتله أيضًا، قائلا له:«هل سبق لك أن رقصت مع ضوء القمر الباهت؟» كلامه المفضل قبل قتل شخص ما. طلب تشيل منه الركض قبل وصول الشرطة، ويتجنب نابير بروس، وبينما يغادر، يقول عابرًا:«أراك في الجوار يا فتى».

### يصبح الجوكر
بعد سنوات ترقى نابير إلى صفوف مافيا مدينة جوثام، وأصبح في النهاية الرجل الأيمن لزعيم الجريمة كارل جريسوم (جاك بالانس). نابير معروف بامتلاكه بطاقات مميزة، بوجود ثقب رصاصة في كل بطاقة. ويكره جريسوم بنحو خاص، ويصفه بأنه «رجل عجوز متعب»، ويقيم علاقة مع أليسيا هانت (جيري هول)، ويكتشف جريسوم الأمر، ويضعه ليقتل على يد الملازم إيكهارت (ويليام هوتكينز)، شرطي إدارة شرطة مدينة جوثام، لاكتشاف جدول رواتبه في اكسيز كيميكلز، حيث يرسل نابير بحجة إتلاف ملفات الجريمة. فشلت خطة جريسوم بتدخل مفوض شرطة جوثام جيمس جوردن (بات هينجل)، والحارس المقنع باتمان (مايكل كيتون). قتل نابير إيكهارت ويطلق النار على باتمان، الذي يصرف الرصاصة بإحدى قفازاته، ويردها إلى وجه نابير. يترنح من الألم، ويفقد نابير توازنه ويسقط في وعاء المواد الكيميائية. ينجو، ولكن المواد الكيميائية تجعل بشرته بيضاء، وشفتيه حمراء، وشعره أخضر، بينما تتركه جراحة تجميل بابتسامة ريكتوس الدائمة. مدفوعًا بالجنون بسبب تفكيره، نابير الذي يطلق على نفسه آلان(الجوكر)، يقتل جريسوم ويستولي على إمبراطوريته الإجرامية.
يصف جوكر نفسه بأنه «فنان قاتل»، وأصبح مهووسًا بالتفوق على باتمان، الذي يعتقد أنه يسرق الأضواء منه. بمساعدة يده اليمنى (تريسي والتر)، يبدأ الجوكر بتسميم مستحضرات التجميل بالعامل الكيميائي سمايلك، يجعل ضحاياه يضحكون بنحو هستيري في أثناء موتهم، تاركين جثثهم بابتسامة دائمة. وأيضًا، حوّل اليسيا إلى واحدة من «روائعه» بتشويه وجهها وتخديرها، وانتحرت في النهاية. يصبح أيضًا مهووسًا بالمصورة فيكي فالي (كيم باسنجر)، ويهاجمها في أثناء لقائها بحبيبها الملياردير بروس واين، غرور باتمان المتغير. معتقدًا أنه بريء، وسخر الجوكر من خط توقيعه، وأطلق عليه النار. كان واين يرتدي الدروع الواقية ونجا، وأيضًا كان يعد نابير قاتل والديه.

### السقوط والموت
أعلن الجوكر عبر البث التلفزيوني،أنه يخطط لمنح 20 مليون دولار في موكب الذكرى 200 لمدينة جوثام، ويتحدى باتمان لمقابلته هناك. يفي الجوكر بوعده بالتخلي عن المال، قبل أن يطلق على الحشد نسخة سامة محمولة جوًا من سمايلكس عبر عوامات استعراضية، ما أسفر عن مقتل العشرات من الأشخاص. يصل باتمان إلى جناح الخفاش، ويرسل البالونات قبل أن يطلق الجوكر طائرة من السماء بمسدس ببرميل مخصص مقاس 21 بوصة، ما تسبب بدرجات كاتدرائية جوثام.
يخطف جوكر فال، ويأخذها إلى برج الجرس في الكاتدرائية، حيث يواجهه باتمان، خلال الصراع الذي أعقب ذلك،اعترفوا أنهم صنعوا بعضهم بعضًا بعد أن تذكر نابير تلك الليلة في الزقاق، وأدرك أن باتمان هو واين. تمكن باتمان من ضرب الجوكر من الشرفة ليسحب باتمان وفالي معه، وتركهم يتدلون من الحافة. سخر منهم الجوكر عندما وصلت مروحية أتباعه لأخذه إلى بر الأمان. يطلق باتمان خطافًا حول ساق الجوكر لربطه بالحبل. تحررت الحبل من أساسه، فسقط الجوكر حتى وفاته. يجد جوردن جثة الجوكر، وصندوق الضحك المنشط في جيبه